# Rally UHC Cycling/Saison 2019
Dieser Artikel listet Erfolge und Fahrer des Radsportteams Rally Cycling-UHC in der Saison 2019 auf.

## Erfolge in der UCI America Tour
In den Rennen der Saison 2019 der UCI America Tour gelangen die nachstehenden Erfolge.
| Datum    | Rennen                   | Kat. | Fahrer       |
| -------- | ------------------------ | ---- | ------------ |
| 19. Juni | 1. Etappe Tour de Beauce | 2.2  | Tyler Magner |

## Erfolge in der UCI Europe Tour
In den Rennen der Saison 2019 der UCI Europe Tour gelangen die nachstehenden Erfolge.
| Datum       | Rennen                                     | Kat. | Fahrer          |
| ----------- | ------------------------------------------ | ---- | --------------- |
| 5. April    | 3. Etappe Giro di Sicilia                  | 2.1  | Brandon McNulty |
| 3.–6. April | Gesamtwertung Giro di Sicilia              | 2.1  | Brandon McNulty |
| 28. April   | Rutland-Melton International CiCLE Classic | 1.2  | Colin Joyce     |

## Erfolge bei den Nationalen Straßen-Radsportmeisterschaften
In den Rennen zu den Nationalen Straßen-Radsportmeisterschaften 2019 gelangen die nachstehenden Erfolge.
| Datum    | Rennen                                      | Sieger      |
| -------- | ------------------------------------------- | ----------- |
| 28. Juni | Kanadische Meisterschaft – Einzelzeitfahren | Rob Britton |
| 30. Juni | Kanadische Meisterschaft – Straßenrennen    | Adam de Vos |

## Mannschaft
| Teamkader 2019                            | Teamkader 2019     | Teamkader 2019     | Teamkader 2019                       |
| Name                                      | Geburtsdatum       | Land               | Vorheriges Team                      |
| ----------------------------------------- | ------------------ | ------------------ | ------------------------------------ |
| Ryan Anderson                             | 22. Juli 1987      | Kanada             | Direct Énergie (2017)                |
| Rob Britton                               | 22. September 1984 | Kanada             | SmartStop (2015)                     |
| Robin Carpenter                           | 20. Juni 1992      | Vereinigte Staaten | Holowesko Citadel Racing Team (2017) |
| Pier-André Côté                           | 24. April 1997     | Kanada             | Silber Pro Cycling (2018)            |
| Matteo Dal-Cin                            | 14. Januar 1991    | Kanada             | Silber Pro Cycling (2016)            |
| Adam de Vos                               | 21. Oktober 1993   | Kanada             | H&R Block (2015)                     |
| Nigel Ellsay                              | 30. April 1994     | Kanada             | Silber Pro Cycling (2017)            |
| Evan Huffman                              | 7. Januar 1990     | Vereinigte Staaten | SmartStop (2015)                     |
| Colin Joyce                               | 6. August 1994     | Vereinigte Staaten | Axeon-Hagens Berman (2016)           |
| Tyler Magner                              | 3. Mai 1991        | Vereinigte Staaten | Holowesko Citadel Racing Team (2017) |
| Gavin Mannion                             | 24. August 1991    | Vereinigte Staaten | UnitedHealthcare (2018)              |
| Brandon McNulty                           | 2. April 1998      | Vereinigte Staaten | LUX Junior Cycling (2016)            |
| John Murphy                               | 15. Dezember 1984  | Vereinigte Staaten | Holowesko Citadel (2018)             |
| Kyle Murphy                               | 5. Oktober 1991    | Vereinigte Staaten | Cylance (2017)                       |
| Emerson Oronte                            | 29. Januar 1990    | Vereinigte Staaten |                                      |
| Svein Tuft                                | 9. Mai 1977        | Kanada             | Mitchelton-Scott (2018)              |
|                                           |                    |                    |                                      |
| Quellen: ProCyclingStats Cycling Quotient |                    |                    |                                      |